# ブルーフォックス・レーダー
ブルーフォックス（英語: Blue Fox）は、フェランティ社（後のGEC マルコーニ、現在のBAEシステムズ）社が開発したモノパルス・レーダー。社内呼称はARI 5982。名称はレインボーコードに準拠している。

## 来歴
ホーカー・エアクラフト社とブリストル・エンジン社では、1950年代後半より垂直離着陸機の開発に着手しており、1960年10月21日にはプロトタイプとしてのホーカー・シドレー P.1127が初飛行し、ケストレルFGA.1に発展したのち、イギリス空軍向けの実用機としてのハリアーGR.1が開発されて、1966年8月31日に初飛行した。
一方、イギリス海軍は、同年発表の1966年度国防白書でCVA-01級航空母艦の計画中止が決定されたことで、艦隊の航空戦力の深刻な低下に直面しようとしていた。ハリアーは、従来の艦上機と比べると、航続距離や兵装搭載量で劣る点が多かったものの、Tu-95「ベア」のような洋上哨戒機に対する要撃機としては有望と考えられた。1969年、デビッド・オーエン海軍担当政務次官は、ハリアーを新しい対潜巡洋艦からも運用するように提言しており、この時点では採択されなかったものの、これに応じて、ホーカー・シドレー社では艦上型ハリアーの設計を準備した。
そして対潜巡洋艦が全通甲板巡洋艦（後のインヴィンシブル級）に発展するのに伴い、これに搭載する艦上戦闘機として、ハリアーをもとにしたシーハリアーFRS.1が開発されることになった。空軍のハリアーは、基本的には昼間攻撃機として運用されており、アビオニクスは比較的簡素なもので、レーダーも備えていなかったのに対し、このシーハリアーは、外洋域で敵の長距離偵察機や爆撃機の撃攘にあたることになっていたことから、全天候性能の必要上、火器管制レーダーの装備は必須とされていた。この要請に応じて開発されたのが本機である。1973年3月に研究・予備設計が発注されて、開発が開始された。

## 設計

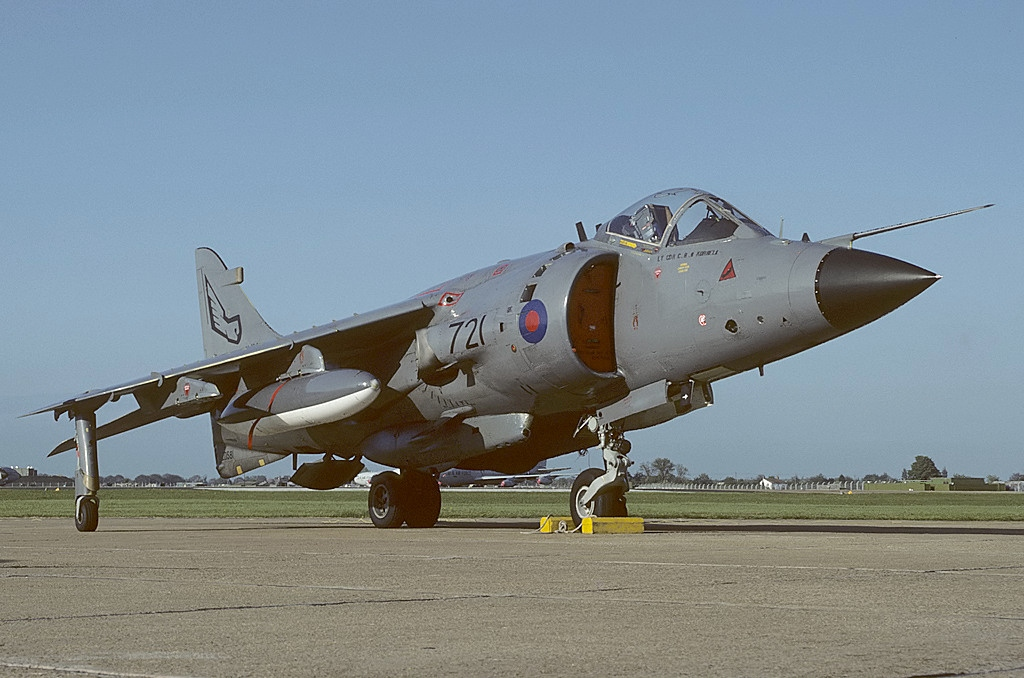
本機を搭載するシーハリアーFRS.1

開発にあたっては、重量・容積面の制約が厳しかったこともあり、基本的にリンクスHAS.2哨戒ヘリコプター向けに同社が開発したシースプレーをもとに、リフレクタ・アンテナをプレーナアレイ・アンテナに換装するなど戦闘機用に設計変更するとともに、商用オフザシェルフ化したものとなっている。中-高高度対空捜索および対水上捜索、対地マッピング能力を備えているが、ルックダウン能力とTWS能力は備えていない。またシースプレーの周波数アジリティ機能は踏襲されたものの、パルスドップラー処理には対応しておらず、クラッター抑制も不十分であった。この結果、フォークランド紛争で従軍したパイロットからは「あの世代の戦闘機で、あのくらい良いレーダーを装備していたのは、そう多くない。戦時セッティングにすれば更に洗練されたものになった」と評価される一方で、「空対艦モードはあったが、空対地、とくに低高度での対地能力については忘れたほうがよい程度」とされていた。
動作モードとしては、捜索、攻撃、ボアサイト、トランスポンダーの4モードを持つ。平均故障間隔（MTBF）は120時間であった。1984年には、プロセッサや受信機の性能を向上させた改良型（非公式にブルーフォックス-Bと称される）が配備に入った。
1982年のフォークランド紛争の戦訓を受けて、1984年より、同社ではシーハリアー向けのパルスドップラー・レーダーとしてブルーヴィクセンの開発に着手した。そして、その配備までの弥縫策として、同機の開発過程で得られた技術（ECCM関連の技術2つやILIC（In Loop Interpretative Control）など）を本機にバックフィットした漸進的な改良型であるブルーフォックスMk.2が開発された。その後、ブルーヴィクセンの完成を受けて、Mk.2改修の直後より、ブルーフォックスは順次に運用を終了した。上記のような新技術の漏洩を防ぐため、廃棄されるブルーフォックスは念入りに破壊された。

### 搭載機種
- ホーカー・シドレー シーハリアー FRS.1